# Peribaea hertingi
Peribaea hertingi là một loài ruồi trong họ Tachinidae.